# دمیرجیلر (سیریک)
دمیرجیلر (ترکی استانبولی: Demirciler) یک محله در ترکیه است که در ناحیهٔ سریک، آنتالیا واقع شده است. جمعیت این محله تا سال ۲۰۲۲ برابر با ۱۷۱ نفر بوده است.